# Głogowiec (Łęczyca)
Pour les articles homonymes, voir Głogowiec.
Głogowiec (prononciation [ɡwɔˈɡɔvjɛt͡s]) est un village de la gmina de Świnice Warckie, du powiat de Łęczyca, dans la voïvodie de Łódź, situé dans le centre de la Pologne.
Il se situe à environ 2 kilomètres au sud-est de Świnice Warckie (siège de la gmina), 19 kilomètres à l'ouest de Łęczyca (siège du powiat) et 46 kilomètres au nord-ouest de Łódź (capitale de la voïvodie).

## Administration
De 1975 à 1998, le village était attaché administrativement à l'ancienne voïvodie de Konin.

Depuis 1999, il fait partie de la nouvelle voïvodie de Łódź.

## Personnalités liées au village
Il s'agit du lieu de naissance de Sainte Faustine Kowalska (1905-1938), une mystique catholique romaine et secrétaire de la Divine Miséricorde.

Sa maison est maintenant un musée. Elle a été baptisée et a reçu la première communion dans les environs de Świnice Warckie.